# Edward Burtynsky

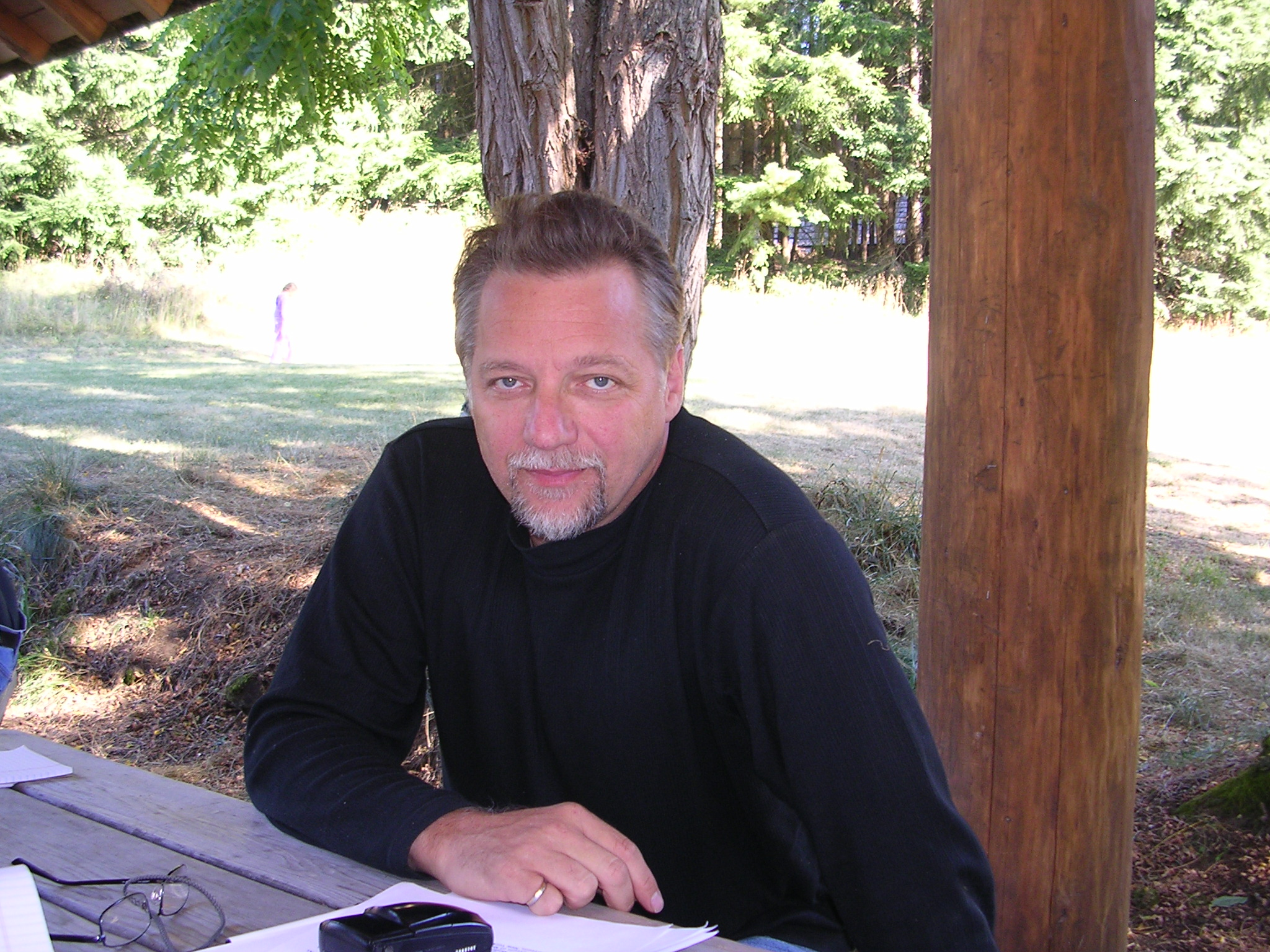
Edward Burtynsky (2005)

Edward Burtynsky OC (* 22. Februar 1955 in St. Catharines) ist ein kanadischer Künstler, der mit großformatigen Fotografien von Industrielandschaften bekannt wurde. Das Solomon R. Guggenheim Museum, die National Gallery of Canada und die Bibliothèque nationale de France zeigen seine Werke.

## Leben
Burtynskys Eltern kamen 1951 als Einwanderer aus der Ukraine nach Kanada. Sein Vater arbeitete bei General Motors am Band. Mit seinem Vater entwickelte Burtynsky in der heimischen Dunkelkammer Schwarzweiß-Filme und lernte Abzüge zu machen. In den frühen 70ern begann Burtynsky, Fotografie-Kurse zu nehmen. Sein Studium der Grafischen Künste schloss er 1976 mit einem Diplom des Niagara College in Welland ab. Später erwarb er am Ryerson Polytechnical Institute einen Bachelor in Fotografie.
Er dokumentiert in seiner Arbeit „Oil“ den Kreislauf von Gewinnung, Verwertung und Verbrauch des Rohstoffs Öl. Das Schöne an den Fotografien von Edward Burtynsk: Sie erheben keine einseitigen moralischen Vorurteile. Das Hässliche daran: Sie zeige, dass wir alle verantwortlich sind für die Umweltzerstörung aufgrund der Rohstoff-Förderung.

## Publikationen
1983 – 1985 Breaking Ground: Mines, Railcuts and Homesteads, Kanada, USA
1991 – 1992 Vermont Quarries, USA
1997 – 1999 Urban Mines: Metal Recycling, Kanada, USA
1993 – Carrara Quarries, Italien
1995 – 1996 Tailings, Kanada
1999 - 2008 Oil Kanada, China, Aserbaidschan, USA
2000 – Makrana Quarries, Indien
2000 – 2001 Shipbreaking, Bangladesh
2004 – 2006 China
2006 – Iberia Quarries, Portugal
2007 – Australian Mines, Australien
2009 – 2013 Water Kanada, USA, Mexiko, Europa, Asien, Island, Indien

## Preise und Auszeichnungen
Im April 2006 wurde Burtynsky zum Ritter des Order of Canada ernannt. Er hält außerdem drei Ehrendoktorwürden: in Rechtswissenschaft von der Queen’s University (Kingston); in Fotografie von der Ryerson University, Toronto; und einen für Schöne Künste vom Montserrat College of Art, Boston. 2005 gewann er den TED Prize.

## Ausstellungen
- 2017: Wasser, Kunst Haus Wien, Wien, Österreich[6]
- 2020: Anthropocene, Christophe Guye Galerie, Zürich, Schweiz
- 2024: "Extraction/Abstraction, Saatchi Gallery, London, UK

## Werke
(chronologisch, neueste zuerst)
- Extraction / Abstraction. Steidl, Göttingen 2024. ISBN 978-3-96999-313-2.
- African Studies. Steidl, Göttingen 2023. ISBN 978-3-96999-145-9.
- In the Wake of Progress. Selbstverlag, 2022. ISBN 978-1-7778278-0-9.
- Natural Order. Steidl, Göttingen 2020. ISBN 978-3-95829-869-9.
- Anthropocene. Steidl, Göttingen 2018. ISBN 978-3-95829-489-9.
- Chai. Texts by Edward Burtynsky, Doris Bergen, and Daniel Libeskind. Selbstverlag, 2017.
- Essential Elements. Thames & Hudson, London 2016. ISBN 978-0-500-54461-7.
- Salt Pans. Steidl, Göttingen 2016. ISBN 978-3-95829-240-6.
- Water. Steidl, Göttingen 2013. Englisch: 2. Aufl. 2013, ISBN 978-3-86930-679-7; Französisch: ISBN 978-3-86930-687-2.
- Pentimento. Selbstverlag, 2011. ISBN 978-0-9865987-2-2.
- Oil. Essays by Paul Roth, Michael Mitchell, and William E. Rees, Steidl/Corcoran, Göttingen 2009. ISBN 978-3-86521-943-5.
- Australian Minescaping. Western Australia Museum, 2008. ISBN 978-1-920843-42-7.
- Quarries. Essay by Michael Mitchell, Steidl, Göttingen 2007. ISBN 978-3-86521-456-0 (Deutscher Fotobuchpreis 2008)
- China. Essays by Ted Fishman, Mark Kingwell, Marc Mayer, and the artist. Steidl, Göttingen 2005. ISBN 978-3-86521-130-9.
- Manufactured Landscapes. National Gallery of Canada / Yale University Press, 2003. ISBN 978-0-300-09943-0.
- Before the Flood. Selbstverlag, 2003.
- Residual Landscapes. Selbstverlag, 2001.